# Památník obětem masakru v Chodžaly (Haag)
Památník obětem masakru v Chodžaly stojí v parku při ulici Kamperfoeliestraat v Haagu v Nizozemsku. Je upomínkou na vraždy civilistů, které spáchali příslušníci arménských ozbrojených složek v noci z 25. na 26. února 1992. Je prvním památníkem obětem masakru v Chodžaly, který byl postaven v Evropě.

## Odhalení
Pomník byl postaven z podnětu ázerbájdžánské diaspory v Nizozemsku, kterou reprezentuje kulturní sdružení „Holland-Azerbaijan-Turk“, a za podpory ázerbájdžánského velvyslanectví v Nizozemsku, Státního výboru Ázerbájdžánské republiky pro práci s Ázerbájdžánci žijícími v zahraničí a Nadace Hejdara Alijeva. Odhalen byl 24. února 2008.
Na pomníku vysokém přibližně dva metry je zobrazena matka, držící nad hlavou dítě. Místo, na kterém je pomník postaven, bylo pronajato na třicet let.